# Joaquín Víctor González
Joaquín Víctor González (Nonogasta, province de La Rioja, 6 mars 1863 - Buenos Aires, 21 décembre 1923), nom souvent abrégé en Joaquín V. González, est un homme politique, historien, enseignant, franc-maçon, philosophe, juriste et écrivain argentin. Il fut gouverneur de sa province natale La Rioja, plusieurs fois ministre, et le fondateur de l’université de La Plata et de l’école normale de Buenos Aires (Instituto Superior del Profesorado). Il était membre de l’Académie royale espagnole et de la Cour permanente d’arbitrage internationale de la Haye. Il s’éteignit alors qu’il était sénateur de la Nation.